# Мягги, Янек
Янек Мягги (эст. Janek Mäggi) (род. 5 ноября 1973) — президент Европейской конфедерации шашек (с 2007 года) и Эстонского союза шашек (эст. Eesti Kabeliit) (с 1999).
Вне спорта — главный исполнительный директор и консультант коммуникационного бюро Powerhouse (www.powerhouse.ee), председатель Совета Фонда Таллиннской детской больницы. Министр государственного управления (2018—2019).
Автор сборника стихов «Ода счастью».
Окончил в 1991 году 56-ю школу Таллинна и в 1999-м году — Университет Тарту.
В октябре 2017 годы был избран Президентом Всемирной федерации шашек (ФМЖД).